# Stylianos Mavromichalis
Stylianos Mavromichalis, in greco Στυλιανός Μαυρομιχάλης (Mani, 1902 – Atene, 30 ottobre 1981), è stato un politico greco, per un breve periodo primo ministro della Grecia dal 29 settembre all’8 novembre 1963.

## Biografia
Discendente di Petros Mavromichalis, ha ricoperto anche la carica di Presidente della Corte Suprema greca.